# Tegea
Tegea (griechisch Τεγέα (f. sg.), im Mittelalter Nikli) war eine der ältesten und mächtigsten Städte im Arkadien des antiken Griechenlands und ist heute ein Gemeindebezirk der Gemeinde Tripoli mit etwa 3500 Einwohnern. Bis 2010 war Tegea eine eigenständige Gemeinde mit dem Hauptort Stadio (540 Ew.).

## Geschichte

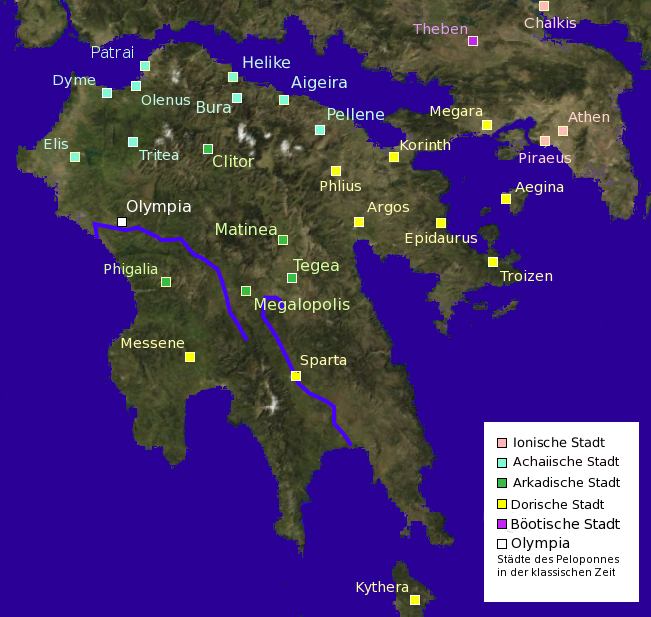
Karte des Peloponnes in klassischer Zeit mit Tegea

Tegea entstand in der archaischen Epoche durch den Zusammenschluss (Synoikismos) von mehreren Dörfern. Mythischer Gründer Tegeas war König Aleos, Vater der Auge.
Durch ihre Lage konnte die Stadt die Kontrolle über die fruchtbare arkadische Hochebene erlangen, seit dem 6. Jahrhundert v. Chr. wurde diese Machtposition durch Mantineia gefährdet. Die resultierende Rivalität bestimmte bis ins 3. Jahrhundert v. Chr. die Geschichte beider Städte. Nach längeren Kämpfen geriet Tegea um 560 v. Chr. unter die Hegemonie Spartas und war ein wichtiges Mitglied im Peloponnesischen Bund. Um 470 v. Chr. scheiterte in den Schlachten von Tegea und von Dipaia der Versuch, im Bündnis mit weiteren Arkadiern und Argos die Abhängigkeit von Sparta abzuschütteln. Tegea blieb bis zum Untergang der spartanischen Hegemonie in dessen Bündnissystem. Ab dem späten 2. Jahrhundert v. Chr. verlor es seine politische Bedeutung, war aber weiterhin sowohl ein wirtschaftliches als auch ein religiöses und kulturelles Zentrum.
Im Jahr 395 n. Chr. wurde es von den Visigoten unter Alarich I. zerstört und mit dem byzantinischen Namen Nikli wiederaufgebaut zu einem der wichtigsten Stützpunkte des Byzantinischen Reichs auf der Peloponnes. Es bestand noch bis ins 13. Jahrhundert.

## Tempel der Athena Alea

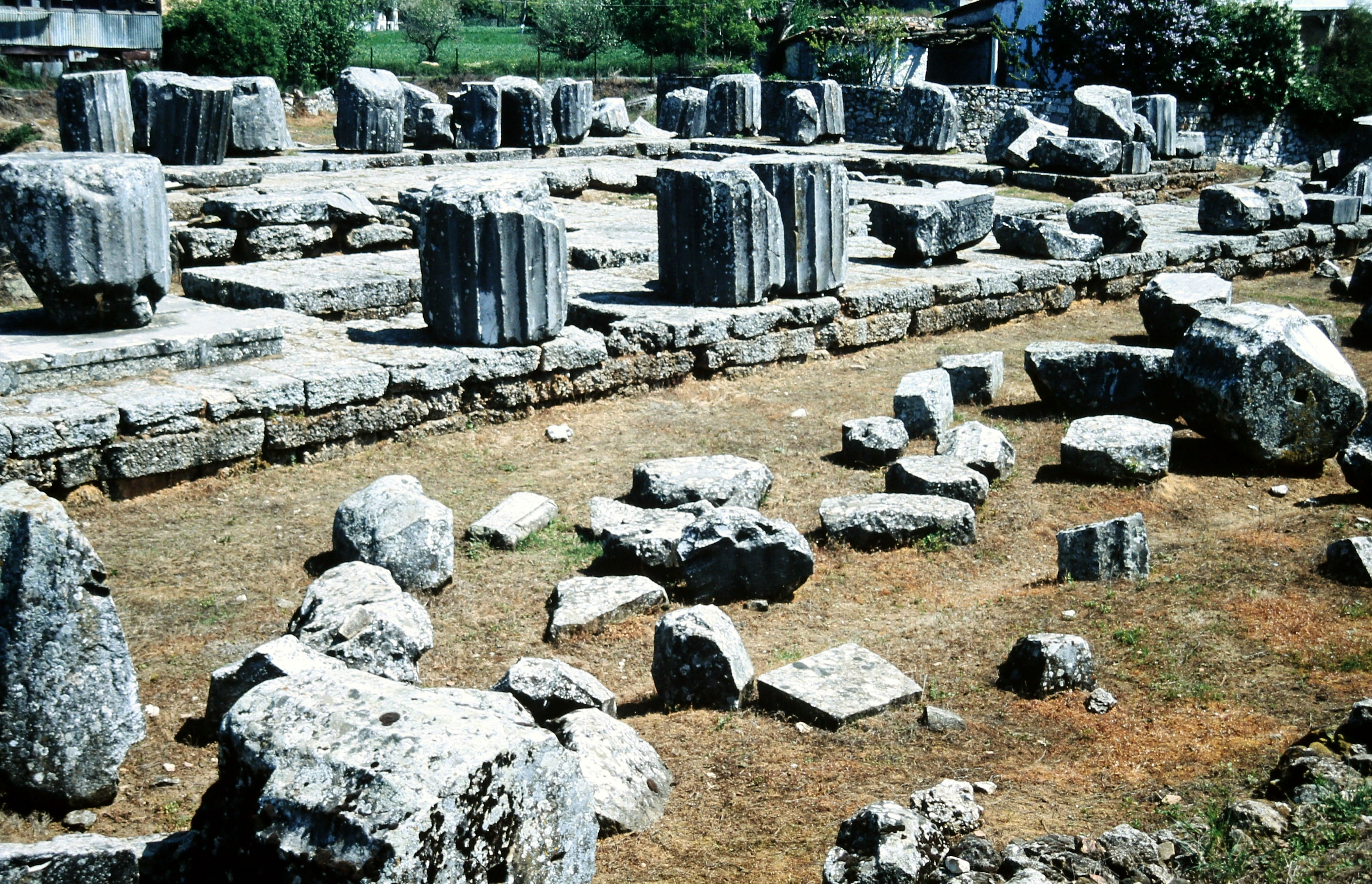
Tempel der Athena Alea in Tegea

Der Tempel der Athena Alea in Tegea war einer der bedeutsamsten religiösen Orte Griechenlands seit der archaischen Epoche. Er liegt außerhalb der antiken Stadt Tegea mitten im modernen Dorf Alea. Der archaische Vorgängerbau aus dem 7. Jahrhundert v. Chr. wies einen ungewöhnlich langgestreckten Grundriss auf und wird als Peripteros von 8 auf 18 Säulen rekonstruiert.  Die Cella hinter dem Ponaos war durch zwei Stützenreihen in drei Schiffe unterteilt und schloss mit einem Adyton ab. Unter dem Mittelschiff der Cella fanden sich Reste zweier Apsidenbauten der geometrischen Epoche. Der archaische Tempel brannte 394 v. Chr. nieder. Er wurde ab etwa 350 v. Chr. durch den Bildhauer und Architekten Skopas neu errichtet.
Der Tempel war eine bedeutende Stätte des Asyls; so suchten unter anderem die spartanischen Könige Leotychidas II. und Pausanias nach ihrer Vertreibung hier Zuflucht.

## Töchter und Söhne Tegeas
- Anyte von Tegea (um 300 v. Chr.), Dichterin